# 学校法人柳城学院
学校法人柳城学院（がっこうほうじんりゅうじょうがくいん）は、愛知県名古屋市昭和区明月町にある日本の学校法人である。

## 概要
- 愛知県名古屋市昭和区に本部を置いている日本の学校法人である。現在、愛知県内に名古屋柳城女子大学、名古屋柳城短期大学と、幼稚園3園を擁している。

## 沿革
- 1898年 マーガレット・ヤングにより柳城保姆養成所が創設される。
- 1899年 柳城幼稚園が設置される。
- 1910年 柳城保母養成所が柳城保姆伝習所に改称される。
- 1914年 御器所幼稚園が設置される。
- 1924年 柳城保姆伝習所が柳城保姆養成所に改称される。
- 1928年 瑞穂幼稚園を設置。
- 1950年 柳城保姆養成所が移転される[1]
- 1953年 柳城保姆養成所を発展・改組して柳城女子短期大学保育科を置く。同時に附属幼児教育研究所を併設。
- 1977年 附属豊田幼稚園を置く[2]。
- 1996年 柳城女子短期大学を名古屋柳城短期大学に改称。
- 2000年 名古屋柳城短期大学の専攻科を男女共学とする。名古屋柳城短期大学附属三好丘聖マーガレット幼稚園を設置。
- 2001年 さらに、名古屋柳城短期大学の保育科を男女共学とする。

- 2020年 名古屋柳城女子大学が開学。

## 設置学校
- 名古屋柳城女子大学
- 名古屋柳城短期大学
- 名古屋柳城短期大学附属柳城幼稚園（愛知県名古屋市東区）
- 名古屋柳城短期大学附属豊田幼稚園（愛知県豊田市）
- 名古屋柳城短期大学附属三好丘聖マーガレット幼稚園（愛知県みよし市）

## 過去にあった幼稚園
- 御器所幼稚園
- 瑞穂幼稚園